# 정은표
정은표(鄭殷杓, 1966년 3월 27일 ~ )는 대한민국의 배우이다.

## 생애
전라남도 곡성에서 출생하였다. 1984년 뮤지컬 배우 첫 데뷔를 한 그는 1990년 극단 목화에 적을 두어 정식 연극배우 데뷔를 하였다.
연극배우 활약 초중기 시절이던 1990년대 중반에 연극 활동을 같이 한 배우로는 윤다훈, 김동석, 김병춘, 엄효섭, 성동일, 조승연 등이 있다.

## 학력
- 옥과고등학교
- 서울예술전문대학 연극학과 전문학사

## 출연작

### 영화
- 1990년 : 《꼭지딴》
- 1994년 : 《우리 시대의 사랑》
- 1996년 : 《진짜 사나이》 - 모텔 삼돌이 역, 《너희가 재즈를 믿느냐?》
- 1999년 : 《유령》 - 조리장 981 역
- 2000년 : 《행복한 장의사》 - 공대식 역, 《킬리만자로》 - 중사 역
- 2002년 : 《패밀리》, 《라이터를 켜라》 - 예비군 친구 역(우정출연), 《해적, 디스코왕 되다》 - 제비 역, 《4발가락》 - 바텐더 역, 《서바이벌 게임》, 《디지털 삼인삼색 2002 - 전쟁》
- 2003년 : 《내츄럴 시티》 - 닥터 지로 역, 《쇼쇼쇼》 - 용만 역, 《거울 속으로》 - 김일환 역
- 2004년 : 《DMZ, 비무장지대》 - 권해룡 역
- 2005년 : 《오로라 공주》 - 열쇠따기 역(우정출연), 《마파도》 - 미스터 강 역(특별출연)
- 2006년 : 《해바라기》 - 의사 역 (특별출연)
- 2007년 : 《식객》 - 호성 역, 《바람 피기 좋은 날》 - 모텔 카운터 역(우정출연)
- 2008년 : 《그 남자의 책 198쪽》 - 약사 역
- 2013년 : 《히어로》 - 감독 역
- 2015년 : 《미안해 사랑해 고마워》 - 오성근 역, 《돼지 같은 여자》
- 2019년 : 《얼굴없는 보스》 - 윤정호 역
- 2021년 : 《고백》 - 이병훈 역

### 드라마
- 1997년 SBS 주말 특별기획 《아름다운 그녀》
- 1998년 SBS 청춘시트콤 《나 어때》
- 1999년 SBS 청춘시트콤 《행진》
- 2000년 KBS2 단막극 《드라마시티 - 얼음도시》
- 2001년 KBS1 일일연속극 《우리가 남인가요》 ... 탈북자 필재 역
- 2001년 SBS 아침드라마 《이별 없는 아침》 ... 지석주 역
- 2002년 KBS1 설날특집극 《파도》 ... 조일구 역
- 2002년 KBS2 미니시리즈 《러빙유》 ... 도형근 역
- 2003년 KBS2 월화드라마 《아내》 ... 박달수 역
- 2003년 KBS2 설날특집극 《달중씨의 신데렐라》 ... 심기봉 역
- 2004년 SBS 대하드라마 《장길산》 ... 고달근 역
- 2004년 KBS1 대하드라마 《불멸의 이순신》 ... 정대만 역
- 2005년 KBS2 미니시리즈 《러브홀릭》 ... 한영길 역
- 2006년 MBC 미니시리즈 《오버 더 레인보우》 ... 망치 역
- 2006년 KBS2 단막극 《드라마시티 - 때밀이 넘버쓰리》 ... 준태 역
- 2006년 KBS2 단막극 《드라마시티 - 돌대가리 이차 방정식》 ... 석두 역
- 2007년 KBS2 단막극 《드라마시티 - 고달픈 가족》 ... 고일수 역
- 2007년 SBS 미니시리즈 《강남엄마 따라잡기》 ... 이태구 역
- 2007년 SBS 드라마 스페셜 《완벽한 이웃을 만나는 법》 ... 캄보디아 원정 맞선남 최씨 역
- 2008년 KBS1 단막극 《HD TV문학관 - 봄, 봄봄》
- 2008년 tvN 주간시트콤 《마이캅》 ... 정은표 역
- 2008년 KBS2 미니시리즈 《쾌도 홍길동》 ... 해명 스님 역
- 2008년 KBS2 대하드라마 《대왕 세종》 ... 노비 역
- 2008년 KBS2 아침드라마 《난 네게 반했어》 ... 남항구 역
- 2008년 MBC 미니시리즈 《대한민국 변호사》 ... 문 대표 역
- 2008년 KBS2 납량특집드라마 《전설의 고향》 〈오구도령〉 ... 막석 역
- 2008년 SBS 미니시리즈 《타짜》 ... 조 화백 역
- 2009년 SBS 미니시리즈 《드림》 ... 주 기자 역(특별출연)
- 2009년 KBS2 미니시리즈 《천하무적 이평강》 ... 방구리 이장 역
- 2009년 MBC 일일시트콤 《지붕뚫고 하이킥!》 ... 정은표 역(특별출연)
- 2010년 MBC 대하드라마 《동이》 ... 게둬라 부 역
- 2010년 KBS2 미니시리즈 《구미호: 여우누이뎐》 ... 구미호 남편 역
- 2010년 OCN 《신의 퀴즈》 ... 호영철 역
- 2011년 SBS 드라마 스페셜 《싸인》 ... 김완태 역
- 2011년 SBS 미니시리즈 《파라다이스 목장》 ... 양 사장 역
- 2011년 KBS2 4부작드라마 《KBS 드라마 스페셜 연작 시리즈 - 헤어쇼》 ... 카메라맨 역
- 2011년~2012년 MBC 《애정만만세》 ... 김만세 역 (특별출연)
- 2012년 MBC 미니시리즈 《해를 품은 달》 ... 형선(상선내관) 역
- 2012년 MBC 미니시리즈 《닥터 진》 ... 허광 역
- 2012년 KBS2 미니시리즈 《세상 어디에도 없는 착한남자》 ... 정무길 역 (특별출연)
- 2012년 KBS2 단막극 《KBS 드라마 스페셜 - 저어새, 날아가다》 ... 영해 역
- 2013년 SBS 주말특별기획 《돈의 화신》 ... 황장식 역
- 2013년 MBC 일일연속사극 《구암 허준》 ... 임오근 역
- 2013년 tvN 금토드라마 《식샤를 합시다》 ... 경찰관 역
- 2013년~2014년 SBS 드라마스페셜 《별에서 온 그대》 ... 윤성동/윤성동의 후손 역 (특별출연)
- 2014년 SBS 월화드라마 《신의 선물 - 14일》 ... 기동호 역
- 2014년 SBS 주말특별기획 《엔젤 아이즈》 ... 박동주의 담임선생님 역 (특별출연)
- 2014년 MBC 수목드라마 《운명처럼 널 사랑해》 ... 박사장 역 (특별출연)
- 2015년 KBS2 창극시트콤 《옥이네》 ... 한수 역
- 2015년 MBC 수목드라마 《킬미힐미》 ... 정신과 의사 역 (특별출연)
- 2015년 SBS 주말특별기획 《이혼변호사는 연애중》 ... 김관우 역 (특별출연)
- 2015년 KBS2 주말연속극 《부탁해요, 엄마》 ... 양 과장 역
- 2016년 MBC 주말특별기획 《옥중화》 ... 지천득 역
- 2018년 KBS1 특집드라마 《조선미인별전》 ... 당희선생 역
- 2018년 tvN 월화드라마 《크로스》 ... 김철호 역
- 2018년 OCN 주말드라마 《플레이어》 ... 진용준 역(특별출연)
- 2018년 tvN 금요드라마 《톱스타 유백이》 ... 박국섭 역
- 2020년 MBC 월화드라마 《저녁 같이 드실래요?》... 우인호 역
- 2020년 JTBC 수목드라마 《쌍갑포차》... 최석판 역 (4회 특별출연)
- 2020년 MBC 수목드라마 《내가 가장 예뻤을 때》 ... 이경식 역
- 2021년 KBS2 월화드라마 《달이 뜨는 강》 ... 염득 역
- 2021년 tvN 수목드라마 《마우스》 ... 강덕수 역
- 2021년 tvN 토일드라마 《악마판사》 ... 도영춘 역
- 2022년 KBS2 월화드라마 《미남당》 ... 김철근 역
- 2022년 tvN 월화드라마 《미씽 : 그들이 있었다 2》 … 정영진 역
- 2024년 MBN 금토드라마 《나쁜 기억 지우개》 ... 환자 역
- 2024년 채널A 토일드라마 《체크인 한양》
- 2025년 tvN 토일드라마 《미지의 서울》 … 조명갑 역
- 2025년 tvN 월화드라마 《신사장 프로젝트》 … 김수동 역

### 연극
- 1990년 《운상각》
- 1992년 《추월색》
- 1993년 《이괄과 흥안군》 ... 의창군 이광 역(단역)
- 2003년 《이발사 박봉구》 ... 박봉구 역
- 2008년 《김명곤의 밀키웨이》
- 2010년 《사나이 와타나베》 ... 박만춘 역
- 2014년 《그와 그녀의 목요일》 ... 서정민 역 - (수현재씨어터 공연)

### 뮤지컬
- 1984년 《포기와 베스》 ... 스키피오 역(단역)
- 1991년 《아가씨와 건달들》 ... 베니 사우드스트릿 역(남자 조연)

### 뮤직 비디오
- 브라운 아이즈 - 벌써 일년
- 벨벳글로브 - 노래는

### 텔레비전 프로그램
- 2001년 EBS1 《돌아온 그린맨》 - 막가조 역
- 2003년 KBS2 《비타민》
- 2009년 SBS TV 《스타주니어쇼 붕어빵》
- 2017년 E채널 《너에게 나를 보낸다》
- 2020년 《신박한 정리》
- 2024년 《꼬리에 꼬리를 무는 그날 이야기》

### 라디오 프로그램
- 2016년 EBS FM 《EBS 책 읽는 라디오 낭독 시리즈》

### CF 광고
- 한국방송광고진흥공사 공익광고협의회
- CJ제일제당 컨디션
- 맥도날드
- 서울우유 요하임
- 웅진 룰루비데

## 도서
- 2011년 《IQ보다 영재력을 키워라》 서울문화사

## 수상 및 후보
| 연도 | 시상식              | 부문                    | 작품                              | 결과 |
| ---- | ------------------- | ----------------------- | --------------------------------- | ---- |
| 1995 | 제15회 백상예술대상 | 연극부문 남자신인연기상 | 백마강 달밤에, 비닐하우스         | 수상 |
| 1995 | 동아연극상          | 연기상                  |                                   | 수상 |
| 2001 | 제38회 대종상       | 남우조연상              | 킬리만자로                        | 수상 |
| 2001 | 제21회 청룡영화상   | 남우조연상              | 킬리만자로                        | 후보 |
| 2003 | KBS 연기대상        | 남자 조연상             | 아내                              | 후보 |
| 2006 | KBS 연기대상        | 단막극상                | 드라마시티 - 돌대가리 이차 방정식 | 수상 |
| 2012 | SBS 연예대상        | 베스트패밀리상          | 스타주니어쇼 붕어빵               | 수상 |

## 가족 관계
- 배우자 : 김하얀
  - 장남 : 정지웅 (2003년 ~ )
  - 딸 : 정하은 (2005년 ~ )
  - 차남 : 정지훤 (2012년 ~ )